# Академско друштво „Нови Београд” Високе туристичке школе
Академско друштво Нови Београд настало је 4. јануара 1974. године у месној заједници Радних бригада. Друштво је основао професор Војин Јовановић. Данас се друштво налази на Новом Београду у Улици Булевара Зорана Ђинђића 152а у згради Високе туристичке школе.

## Историја
Друштво је прешло у оквир Радничког универзитета под именом КУД "Скојевац". Након тога мења назив у КУД Политехничке академије "Нови Београд" а онда и у КУД Високе туристичке школе "Нови Београд".

## Рад друштва
Чланови Друштва имају пробе током читаве године. Ансамбл народних игара својим програмом покрива широк опус народног стваралаштва: од изворних народних игара па све до високо стилизованих.
У оквиру дечијег и омладинског ансамбла постоје две врсте програма: Национални и интернационални. Национални програм заснован је на изворним народним играма. Интернационални програм је стилизован али заснован на оригиналним елементима игара.
Народни оркестар негује изворну музику српског народа. Поред оркестарских нумера, које се изводе на концертима са ансамблима народних игара, оркестар има вокалне солисте које прати на јавним наступима, као и женску групу певача. Народни оркестар састављен је од одличних музичара и броји више 20 сталних чланова.
Поред редовних проба сви ансамбли имају обавезне наступе, концерте и турнеје. Дечији и омладиснки анамбли, народни оркестар и група певача редовни су учесници многобројних смотри. Ансамбли народних игара сваке године учествују на неколико међународних смотри у иностранству.
Учествовали су на фестивалима широм Европе у градовима: Француске, Немачке, Холандије, Белгије, Швајцарске, Аустрије, Италије, Шпаније, Грчке, Мађарске, Пољске, Русије, Словеније, Турске, Кипра..
У задњих 5 година ансамбли су одржали велики број концерата за стране туристе представљајући традицију српског народа кроз песму и игру. Туристима који долазе из целе Европе у престоницу у оквиру обиласка представљени су општина Београд и Србија. На концертима је до сада присуствовало преко 10.000 страних туриста.
Поред ових концерата друштво свој рад обележава концертима у Сава центру. Први концерт одржан је 2007. године поводом 35 година рада друштва. Од тада одржана су још два велика концерта поводом 40 и 45 година постојања.

## Народна ношња
Комплетни костими свих ансамбала су дело руку овог друштва. Са толико година рада и сакупљањем оригиналних делова народне ношње на терену, стекли су искуство и знање за израду свих врста оригиналних и стилизованих народних ношњи. Ношње се израђују од квалитетних материјала са великим уделом ручног рада. Раде костиме по својим моделима заснованим на народним мотивима као и ношње верне оригиналу. При изради користе стручну литературу и врше консултације са Етнографским музејем. Посебан успех јесте израда костима дечијим ансамблима народних игара.